# Willem van Hessen-Wanfried
Willem van Hessen-Wanfried bijgenaamd de Jongere (Langenschwalbach, 25 augustus 1671 - Parijs, 1 april 1731) was van 1711 tot aan zijn dood landgraaf van Hessen-Wanfried. Hij behoorde tot het huis Hessen-Kassel.

## Levensloop
Willem was de tweede zoon van landgraaf Karel van Hessen-Wanfried en diens eerste echtgenote Sophia Magdalena van Salm-Reifferscheid, dochter van graaf Erik Adolf. Hij begon zijn carrière als kanunnik in Keulen en Straatsburg.
Na het overlijden van zijn vader in 1711 keerde hij terug naar Wanfried, waar zijn halfbroer Christiaan aan de macht gekomen was. Willem eiste de heerschappij op en het kwam tot een dispuut tussen beide broers, dat door keizer Karel VI opgelost werd. Christiaan deed afstand van het landgraafschap en kreeg het Slot van Eschwege toegewezen. Willem was meestal op reis en verbleef vaak aan het keizerlijk hof in Wenen. In 1718 kreeg hij ook het bezit over de burcht Rheinfels toegewezen.
Omdat het huis Hessen-Wanfried dreigde uit te sterven, werd hij in 1719 door keizer Karel VI teruggebracht in de lekenstand. Ook zorgde de keizer ervoor dat hij huwde met Ernestina Theodora (1697-1775), dochter van vorst Theodoor Eustachius van Palts-Sulzbach. Hun huwelijk vond op 19 september 1719 plaats, maar bleef kinderloos.
Hij stierf op 59-jarige leeftijd. Zijn halfbroer Christiaan volgde hem op als landgraaf van Hessen-Wanfried.